# Các đội tuyển bóng đá quốc gia Việt Nam năm 2016
Dưới đây là lịch và kết quả thi đấu của một số đội tuyển bóng đá quốc gia Việt Nam các cấp trong năm 2016. Bàn thắng của các đội tuyển Việt Nam được liệt kê trước.

## Nam

### Đội tuyển nam quốc gia
Vòng loại Giải vô địch bóng đá thế giới 2018 – Khu vực châu Á (Vòng 2)
| Ngày | Địa điểm         | Đối thủ           | Tỷ số | Vòng đấu | Cầu thủ ghi bàn                                     | Chi tiết |
| --- | ---------------- | ----------------- | ----- | -------- | --------------------------------------------------- | -------- |
| 24 tháng 3 | Hà Nội, Việt Nam | Đài Bắc Trung Hoa | 4–1   | Bảng F   | - Lê Công Vinh 8', 90+1' - Nguyễn Văn Toàn 29', 42' | [ 1 ]    |
| 29 tháng 3 | Tehran, Iran     | Iraq              | 0–1   | Bảng F   |                                                     | [ 2 ]    |
| Việt Nam xếp thứ 3 Bảng F và dừng chân tại vòng loại thứ hai Giải vô địch bóng đá thế giới 2018, đồng thời lọt vào vòng loại thứ ba Cúp bóng đá châu Á 2019. |                  |                   |       |          |                                                     |          |

AYA Bank Cup 2016
| Ngày                                | Địa điểm        | Đối thủ   | Tỷ số        | Vòng đấu  | Cầu thủ ghi bàn | Chi tiết |
| ----------------------------------- | --------------- | --------- | ------------ | --------- | --- | -------- |
| 3 tháng 6                           | Yangon, Myanmar | Hồng Kông | 2–2 (4–3 p)  | Bán kết   | - Lê Công Vinh 57', 62' Loạt sút luân lưu - Trần Nguyên Mạnh - Quế Ngọc Hải - Lương Xuân Trường - Hoàng Đình Tùng - Nguyễn Văn Quyết | [ 3 ]    |
| 6 tháng 6                           | Yangon, Myanmar | Singapore | 3–0 (s.h.p.) | Chung kết | - Lê Công Vinh 91' - Nguyễn Văn Quyết 99' - Đinh Thanh Trung 114'                                                                    | [ 4 ]    |
| Việt Nam vô địch AYA Bank Cup 2016. |                 |           |              |           | |          |

Giải vô địch bóng đá Đông Nam Á 2016
| Ngày                                                               | Địa điểm            | Đối thủ   | Tỷ số        | Vòng đấu          | Cầu thủ ghi bàn                           | Chi tiết |
| ------------------------------------------------------------------ | ------------------- | --------- | ------------ | ----------------- | ----------------------------------------- | -------- |
| 20 tháng 11                                                        | Yangon, Myanmar     | Myanmar   | 2–1          | Bảng B            | - Nguyễn Văn Quyết 24' - Lê Công Vinh 79' | [ 5 ]    |
| 23 tháng 11                                                        | Yangon, Myanmar     | Malaysia  | 1–0          | Bảng B            | - Nguyễn Trọng Hoàng 80'                  | [ 6 ]    |
| 26 tháng 11                                                        | Naypyidaw, Myanmar  | Campuchia | 2–1          | Bảng B            | - Lê Công Vinh 20' - Nub Tola 50' (l.n.)  | [ 7 ]    |
| 3 tháng 12                                                         | Cibinong, Indonesia | Indonesia | 1–2          | Bán kết (lượt đi) | - Nguyễn Văn Quyết 17' (ph.đ.)            | [ 8 ]    |
| 7 tháng 12                                                         | Hà Nội, Việt Nam    | Indonesia | 2–2 (s.h.p.) | Bán kết (lượt về) | - Vũ Văn Thanh 83' - Vũ Minh Tuấn 90+3'   | [ 9 ]    |
| Việt Nam dừng chân ở bán kết Giải vô địch bóng đá Đông Nam Á 2016. |                     |           |              |                   |                                           |          |

Giao hữu
| Ngày       | Địa điểm                        | Đối thủ           | Tỷ số | Vòng đấu | Cầu thủ ghi bàn                                                                                              | Chi tiết |
| ---------- | ------------------------------- | ----------------- | ----- | -------- | --- | -------- |
| 31 tháng 5 | Hà Nội, Việt Nam                | Syria             | 2–0   | Giao hữu | - Lê Công Vinh 35' - Nguyễn Văn Quyết 45+1'                                                                  | [ 10 ]   |
| 6 tháng 10 | Thành phố Hồ Chí Minh, Việt Nam | CHDCND Triều Tiên | 5–2   | Giao hữu | - Nguyễn Tuấn Anh 33' - Lê Công Vinh 51' - Vũ Văn Thanh 63' - Lương Xuân Trường 85' - Phạm Thành Lương 90+4' | [ 11 ]   |
| 9 tháng 10 | Yogyakarta, Indonesia           | Indonesia         | 2–2   | Giao hữu | - Lê Văn Thắng 4' - Vũ Minh Tuấn 13'                                                                         | [ 12 ]   |
| 8 tháng 11 | Hà Nội, Việt Nam                | Indonesia         | 3–2   | Giao hữu | - Lê Công Vinh 45' - Nguyễn Công Phượng 70' - Nguyễn Văn Toàn 83'                                            | [ 13 ]   |

### Đội tuyển U-22, U-23 quốc gia
Giải vô địch bóng đá U-23 châu Á 2016
| Ngày                                                                                     | Địa điểm    | Đối thủ | Tỷ số | Vòng đấu | Cầu thủ ghi bàn                                        | Chi tiết |
| ---------------------------------------------------------------------------------------- | ----------- | ------- | ----- | -------- | ------------------------------------------------------ | -------- |
| 14 tháng 1                                                                               | Doha, Qatar | Jordan  | 1–3   | Bảng D   | - Đỗ Duy Mạnh 86'                                      | [ 14 ]   |
| 17 tháng 1                                                                               | Doha, Qatar | Úc      | 0–2   | Bảng D   |                                                        | [ 15 ]   |
| 20 tháng 1                                                                               | Doha, Qatar | UAE     | 2–3   | Bảng D   | - Nguyễn Công Phượng 24' (ph.đ.) - Nguyễn Tuấn Anh 68' | [ 16 ]   |
| Việt Nam xếp cuối bảng D và dừng chân ở vòng bảng Giải vô địch bóng đá U-23 châu Á 2016. |             |         |       |          |                                                        |          |

Giải bóng đá U-22 Quốc tế Vũ Hán 2016
| Ngày                                                           | Địa điểm           | Đối thủ    | Tỷ số | Vòng đấu | Cầu thủ ghi bàn        | Chi tiết |
| -------------------------------------------------------------- | ------------------ | ---------- | ----- | -------- | ---------------------- | -------- |
| 8 tháng 11                                                     | Vũ Hán, Trung Quốc | Trung Quốc | 1–1   | Vòng 1   | - Hoàng Thanh Tùng 62' | [ 17 ]   |
| 10 tháng 11                                                    | Vũ Hán, Trung Quốc | México     | 0–0   | Vòng 2   |                        | [ 18 ]   |
| 13 tháng 11                                                    | Vũ Hán, Trung Quốc | Uzbekistan | 1–3   | Vòng 3   | - Hoàng Thanh Tùng 71' | [ 19 ]   |
| Việt Nam xếp thứ tư tại Giải bóng đá U-22 Quốc tế Vũ Hán 2016. |                    |            |       |          |                        |          |

Giao hữu
| Ngày      | Địa điểm    | Đối thủ  | Tỷ số | Vòng đấu | Cầu thủ ghi bàn           | Chi tiết |
| --------- | ----------- | -------- | ----- | -------- | ------------------------- | -------- |
| 4 tháng 1 | Doha, Qatar | Yemen    | 1–2   | Giao hữu | - Hồ Tuấn Tài 90' (ph.đ.) | [ 20 ]   |
| 7 tháng 1 | Doha, Qatar | Nhật Bản | 0–2   | Giao hữu |                           | [ 21 ]   |

### Đội tuyển U-21 quốc gia
Nations Cup 2016
| Ngày                                      | Địa điểm               | Đối thủ   | Tỷ số                | Vòng đấu      | Cầu thủ ghi bàn | Chi tiết |
| ----------------------------------------- | ---------------------- | --------- | -------------------- | ------------- | --- | -------- |
| 3 tháng 6                                 | Kuala Lumpur, Malaysia | Thái Lan  | 0–2                  | Bán kết       | | [ 22 ]   |
| 5 tháng 6                                 | Kuala Lumpur, Malaysia | Singapore | 2–2 (s.h.p.) (5–4 p) | Tranh hạng ba | - Huỳnh Tấn Sinh 56' - Hà Đức Chinh 90+1' Loạt sút luân lưu - Hà Đức Chinh - Nguyễn Trọng Đại - Bùi Tiến Dụng - Huỳnh Tấn Sinh - Hồ Tấn Tài - Đoàn Văn Hậu | [ 23 ]   |
| Việt Nam xếp thứ ba tại Nations Cup 2016. |                        |           |                      |               | |          |

Giải bóng đá U-21 Quốc tế Báo Thanh Niên 2016
| Ngày                                                                   | Địa điểm                        | Đối thủ                | Tỷ số | Vòng đấu      | Cầu thủ ghi bàn     | Chi tiết |
| ---------------------------------------------------------------------- | ------------------------------- | ---------------------- | ----- | ------------- | ------------------- | -------- |
| 18 tháng 12                                                            | Thành phố Hồ Chí Minh, Việt Nam | Myanmar                | 1–1   | Bảng A        | - Dương Văn Hào 77' | [ 24 ]   |
| 22 tháng 12                                                            | Thành phố Hồ Chí Minh, Việt Nam | U-21 Yokohama          | 0–1   | Bảng A        |                     | [ 25 ]   |
| 25 tháng 12                                                            | Thành phố Hồ Chí Minh, Việt Nam | Thái Lan               | 1–3   | Bán kết       | - Bùi Tiến Dũng 3'  | [ 26 ]   |
| 27 tháng 12                                                            | Thành phố Hồ Chí Minh, Việt Nam | U-21 Hoàng Anh Gia Lai | 0–1   | Tranh hạng ba |                     | [ 27 ]   |
| Việt Nam xếp thứ tư tại Giải bóng đá U-21 Quốc tế Báo Thanh Niên 2016. |                                 |                        |       |               |                     |          |

### Đội tuyển U-19 quốc gia
U-19 KBZ Bank Cup 2016
| Ngày                                                 | Địa điểm          | Đối thủ                | Tỷ số       | Vòng đấu  | Cầu thủ ghi bàn              | Chi tiết |
| ---------------------------------------------------- | ----------------- | ---------------------- | ----------- | --------- | ---------------------------- | -------- |
| 22 tháng 8                                           | Mandalay, Myanmar | Thái Lan               | 1–0         | Vòng 1    | - Trần Thành 12'             | [ 28 ]   |
| 24 tháng 8                                           | Mandalay, Myanmar | Myanmar                | 1–1         | Vòng 2    | - Huỳnh Tấn Sinh 23' (ph.đ.) | [ 29 ]   |
| 26 tháng 8                                           | Mandalay, Myanmar | U-18 Consadole Sapporo | 1–1         | Vòng 3    | - Trần Thành 61' (ph.đ.)     | [ 30 ]   |
| 28 tháng 8                                           | Mandalay, Myanmar | U-18 Consadole Sapporo | 0–0 (5–4 p) | Chung kết |                              | [ 31 ]   |
| Việt Nam vô địch Giải tứ hùng U-19 KBZ Bank Cup 2016 |                   |                        |             |           |                              |          |

Giải vô địch bóng đá U-19 Đông Nam Á 2016
| Ngày                                                               | Địa điểm         | Đối thủ     | Tỷ số | Vòng đấu      | Cầu thủ ghi bàn                                                                | Chi tiết |
| ------------------------------------------------------------------ | ---------------- | ----------- | ----- | ------------- | ------------------------------------------------------------------------------ | -------- |
| 11 tháng 9                                                         | Hà Nội, Việt Nam | Singapore   | 0–0   | Bảng A        |                                                                                | [ 32 ]   |
| 13 tháng 9                                                         | Hà Nội, Việt Nam | Đông Timor  | 4–1   | Bảng A        | - Huỳnh Tấn Sinh 13' - Nguyễn Tiến Linh 28' - Tống Anh Tỷ 79', 90+4'           | [ 33 ]   |
| 15 tháng 9                                                         | Hà Nội, Việt Nam | Philippines | 4–3   | Bảng A        | - Hà Đức Chinh 10' (ph.đ.), 62' - Trương Tiến Anh 28' - Trần Thành 61' (ph.đ.) | [ 34 ]   |
| 19 tháng 9                                                         | Hà Nội, Việt Nam | Malaysia    | 3–1   | Bảng A        | - Trần Duy Khánh 13' - Đoàn Văn Hậu 81' - Nguyễn Tiến Linh 90'                 | [ 35 ]   |
| 22 tháng 9                                                         | Hà Nội, Việt Nam | Úc          | 2–5   | Bán kết       | - Hồ Minh Dĩ 58' - Hà Đức Chinh 68' (ph.đ.)                                    | [ 36 ]   |
| 24 tháng 9                                                         | Hà Nội, Việt Nam | Đông Timor  | 4–0   | Tranh hạng ba | - Trần Thành 24' - Hà Đức Chinh 26', 45' - Tống Anh Tỷ 88'                     | [ 37 ]   |
| Việt Nam xếp thứ ba tại Giải vô địch bóng đá U-19 Đông Nam Á 2016. |                  |             |       |               |                                                                                |          |

Giải vô địch bóng đá U-19 châu Á 2016
| Ngày | Địa điểm              | Đối thủ           | Tỷ số | Vòng đấu | Cầu thủ ghi bàn                       | Chi tiết |
| --- | --------------------- | ----------------- | ----- | -------- | ------------------------------------- | -------- |
| 14 tháng 10 | Thị trấn Isa, Bahrain | CHDCND Triều Tiên | 2–1   | Bảng B   | - Hà Đức Chinh 70' - Đoàn Văn Hậu 90' | [ 38 ]   |
| 17 tháng 10 | Thị trấn Isa, Bahrain | UAE               | 1–1   | Bảng B   | - Hồ Minh Dĩ 21'                      | [ 39 ]   |
| 20 tháng 10 | Riffa, Bahrain        | Iraq              | 0–0   | Bảng B   |                                       | [ 40 ]   |
| 23 tháng 10 | Riffa, Bahrain        | Bahrain           | 1–0   | Tứ kết   | - Trần Thành 72'                      | [ 41 ]   |
| 27 tháng 10 | Riffa, Bahrain        | Nhật Bản          | 0–3   | Bán kết  |                                       | [ 42 ]   |
| Việt Nam dừng chân ở vòng bán kết Giải vô địch bóng đá U-19 châu Á 2016, đồng thời giành quyền tham dự Giải vô địch bóng đá U-20 thế giới 2017. |                       |                   |       |          |                                       |          |

Giao hữu
| Ngày        | Địa điểm    | Đối thủ    | Tỷ số | Vòng đấu | Cầu thủ ghi bàn | Chi tiết |
| ----------- | ----------- | ---------- | ----- | -------- | --------------- | -------- |
| 10 tháng 10 | Doha, Qatar | Tajikistan | 0–0   | Giao hữu |                 | [ 43 ]   |

### Đội tuyển U-16 quốc gia
Giải vô địch bóng đá U-16 Đông Nam Á 2016
| Ngày                                                                      | Địa điểm              | Đối thủ     | Tỷ số       | Vòng đấu  | Cầu thủ ghi bàn | Chi tiết |
| ------------------------------------------------------------------------- | --------------------- | ----------- | ----------- | --------- | --- | -------- |
| 10 tháng 7                                                                | Phnôm Pênh, Campuchia | Malaysia    | 3–0         | Bảng A    | - Nguyễn Khắc Nghiêm 7' - Nguyễn Trọng Long 68' - Nguyễn Hữu Thắng 90+5'                                                                                             | [ 44 ]   |
| 12 tháng 7                                                                | Phnôm Pênh, Campuchia | Úc          | 3–0         | Bảng A    | - Uông Ngọc Tiến 17' (ph.đ.) - Trần Văn Đạt 27' - Nguyễn Khắc Nghiêm 78'                                                                                             | [ 45 ]   |
| 14 tháng 7                                                                | Phnôm Pênh, Campuchia | Myanmar     | 5–1         | Bảng A    | - Nguyễn Khắc Nghiêm 33' - Nguyễn Hữu Thắng 45', 69' - Nguyễn Trọng Long 52' - Uông Ngọc Tiến 64' (ph.đ.)                                                            | [ 46 ]   |
| 16 tháng 7                                                                | Phnôm Pênh, Campuchia | Philippines | 3–3         | Bảng A    | - Nguyễn Trọng Long 44' - Nguyễn Khắc Khiêm 62' - Vũ Quang Độ 90+'                                                                                                   | [ 47 ]   |
| 18 tháng 7                                                                | Phnôm Pênh, Campuchia | Singapore   | 3–0         | Bảng A    | - Vũ Đình Hải 13' - Nguyễn Hữu Thắng 24' - Nguyễn Trần Việt Cường 59'                                                                                                | [ 48 ]   |
| 21 tháng 7                                                                | Phnôm Pênh, Campuchia | Campuchia   | 1–0         | Bán kết   | - Nguyễn Khắc Khiêm 28' | [ 49 ]   |
| 23 tháng 7                                                                | Phnôm Pênh, Campuchia | Úc          | 3–3 (3–5 p) | Chung kết | - Nguyễn Huỳnh Sang 36' - Nguyễn Trần Việt Cường 56' - Nguyễn Khắc Khiêm 77' Loạt sút luân lưu - Uông Ngọc Tiến - Vũ Quang Độ - Nguyễn Xuân Kiên - Nguyễn Huỳnh Sang | [ 50 ]   |
| Việt Nam giành ngôi á quân tại Giải vô địch bóng đá U-16 Đông Nam Á 2016. |                       |             |             |           | |          |

Giải vô địch bóng đá U-16 châu Á 2016
| Ngày                                                               | Địa điểm        | Đối thủ    | Tỷ số | Vòng đấu | Cầu thủ ghi bàn                                                                       | Chi tiết |
| ------------------------------------------------------------------ | --------------- | ---------- | ----- | -------- | ------------------------------------------------------------------------------------- | -------- |
| 16 tháng 9                                                         | Bambolim, Ấn Độ | Nhật Bản   | 0–7   | Bảng B   |                                                                                       | [ 51 ]   |
| 19 tháng 9                                                         | Bambolim, Ấn Độ | Úc         | 3–2   | Bảng B   | - Nguyễn Hữu Thắng 51', 61' - Nguyễn Duy Khiêm 86'                                    | [ 52 ]   |
| 22 tháng 9                                                         | Margao, Ấn Độ   | Kyrgyzstan | 3–1   | Bảng B   | - Nguyễn Khắc Khiêm 20' - Dzhakybaliev Maksat 80' (l.n.) - Nguyễn Trần Việt Cường 88' | [ 53 ]   |
| 25 tháng 9                                                         | Margao, Ấn Độ   | Iran       | 0–5   | Tứ kết   |                                                                                       | [ 54 ]   |
| Việt Nam dừng chân ở tứ kết Giải vô địch bóng đá U-16 châu Á 2016. |                 |            |       |          |                                                                                       |          |

Giao hữu
| Ngày      | Địa điểm               | Đối thủ           | Tỷ số | Vòng đấu | Cầu thủ ghi bàn             | Chi tiết |
| --------- | ---------------------- | ----------------- | ----- | -------- | --------------------------- | -------- |
| 5 tháng 9 | Kuala Lumpur, Malaysia | CHDCND Triều Tiên | 1–4   | Giao hữu | - Nguyễn Trần Việt Cường 7' | [ 55 ]   |
| 8 tháng 9 | Kuala Lumpur, Malaysia | Yemen             | 1–0   | Giao hữu | - Nguyễn Duy Khiêm 56'      | [ 56 ]   |

### Đội tuyển futsal quốc gia
Giải vô địch bóng đá trong nhà châu Á 2016
| Ngày | Địa điểm             | Đối thủ           | Tỷ số                | Vòng đấu        | Cầu thủ ghi bàn | Chi tiết |
| --- | -------------------- | ----------------- | -------------------- | --------------- | --- | -------- |
| 11 tháng 2 | Tashkent, Uzbekistan | Đài Bắc Trung Hoa | 5–4                  | Bảng C          | - Nguyễn Bảo Quân 4' (ph.đ.) - Phùng Trọng Luân 6' - Lê Quốc Nam 28' - Trần Long Vũ 31' - Ngô Ngọc Sơn 37'                         | [ 57 ]   |
| 13 tháng 2 | Tashkent, Uzbekistan | Tajikistan        | 8–1                  | Bảng C          | - Dương Anh Tùng 1', 22' - Trần Văn Vũ 14', 37' - Nguyễn Bảo Quân 20' - Lê Quốc Nam 27' - Trần Long Vũ 34' - Phùng Trọng Luân 35'  | [ 58 ]   |
| 15 tháng 2 | Tashkent, Uzbekistan | Thái Lan          | 1–3                  | AFC Futsal 2016 | - Vũ Xuân Du 38' | [ 59 ]   |
| 17 tháng 2 | Tashkent, Uzbekistan | Nhật Bản          | 4–4 (s.h.p.) (2–1 p) | AFC Futsal 2016 | - Trần Văn Vũ 14', 39' - Danh Phát 35' - Trần Thái Huy 48' Loạt sút luân lưu - Nguyễn Bảo Quân - Dương Anh Tùng - Phùng Trọng Luân | [ 60 ]   |
| 19 tháng 2 | Tashkent, Uzbekistan | Iran              | 1–13                 | Bán kết         | - Phùng Trọng Luân 17' | [ 61 ]   |
| 21 tháng 2 | Tashkent, Uzbekistan | Thái Lan          | 0–8                  | AFC Futsal 2016 | | [ 62 ]   |
| Việt Nam xếp thứ tư tại Giải vô địch bóng đá trong nhà châu Á 2016, đồng thời giành quyền tham dự Giải vô địch bóng đá trong nhà thế giới 2016. |                      |                   |                      |                 | |          |

Giải vô địch bóng đá trong nhà thế giới 2016
| Ngày                                                                           | Địa điểm              | Đối thủ   | Tỷ số | Vòng đấu    | Cầu thủ ghi bàn                                           | Chi tiết |
| ------------------------------------------------------------------------------ | --------------------- | --------- | ----- | ----------- | --------------------------------------------------------- | -------- |
| 11 tháng 9                                                                     | Cali, Colombia        | Guatemala | 4–2   | Bảng C      | - Nguyễn Minh Trí 19', 28', 29' - Trần Văn Vũ 40' (ph.đ.) | [ 63 ]   |
| 14 tháng 9                                                                     | Cali, Colombia        | Paraguay  | 1–7   | Bảng C      | - Trần Văn Vũ 40'                                         | [ 64 ]   |
| 17 tháng 9                                                                     | Bucaramanga, Colombia | Ý         | 0–2   | Bảng C      |                                                           | [ 65 ]   |
| 20 tháng 9                                                                     | Medellín, Colombia    | Nga       | 0–7   | Vòng 16 đội |                                                           | [ 66 ]   |
| Việt Nam dừng chân ở vòng 16 đội Giải vô địch bóng đá trong nhà thế giới 2016. |                       |           |       |             |                                                           |          |

Giải futsal quốc tế CFA 2016
| Ngày                                                         | Địa điểm             | Đối thủ    | Tỷ số | Vòng đấu | Cầu thủ ghi bàn                                                        | Chi tiết |
| ------------------------------------------------------------ | -------------------- | ---------- | ----- | -------- | ---------------------------------------------------------------------- | -------- |
| 2 tháng 12                                                   | Giang Tô, Trung Quốc | Ukraina    | 1–3   | Vòng 1   | - Nguyễn Minh Trí 16'                                                  | [ 67 ]   |
| 3 tháng 12                                                   | Giang Tô, Trung Quốc | México     | 4–3   | Vòng 2   | - Trần Văn Vũ 18' (ph.đ.) - Nguyễn Minh Trí 19' - Phùng Trọng Luân 39' | [ 68 ]   |
| 4 tháng 12                                                   | Giang Tô, Trung Quốc | Trung Quốc | 2–2   | Vòng 3   | - Trần Văn Vũ 3' - Nguyễn Minh Trí 12'                                 | [ 69 ]   |
| Việt Nam giành ngôi á quân tại Giải futsal quốc tế CFA 2016. |                      |            |       |          |                                                                        |          |

Giao hữu
| Ngày       | Địa điểm                        | Đối thủ     | Tỷ số | Vòng đấu | Cầu thủ ghi bàn                                                             | Chi tiết |
| ---------- | ------------------------------- | ----------- | ----- | -------- | --------------------------------------------------------------------------- | -------- |
| 25 tháng 1 | Thành phố Hồ Chí Minh, Việt Nam | Malaysia    | 5–4   | Giao hữu | - Phùng Trọng Luân 4', 26' - Nguyễn Bảo Quân 25' - Nguyễn Minh Trí 32', 32' | [ 70 ]   |
| 26 tháng 1 | Thành phố Hồ Chí Minh, Việt Nam | Malaysia    | 3–2   | Giao hữu | - Lê Quốc Nam 15' - Trần Long Vũ 20' - Trần Văn Vũ 28'                      | [ 71 ]   |
| 1 tháng 2  | Tashkent, Uzbekistan            | Uzbekistan  | 3–3   | Giao hữu | - Trần Long Vũ 5' - Trần Văn Vũ 21', 26'                                    | [ 72 ]   |
| 6 tháng 2  | Tashkent, Uzbekistan            | Trung Quốc  | 4–1   | Giao hữu | - Ngô Ngọc Sơn 2', 3', 32' - Trần Long Vũ 34'                               | [ 73 ]   |
| 10 tháng 8 | Thành phố Hồ Chí Minh, Việt Nam | Ai Cập      | 3–3   | Giao hữu | - Nguyễn Bảo Quân 4' - Trần Văn Thanh 20' - Ngô Ngọc Sơn 25'                | [ 74 ]   |
| 12 tháng 8 | Thành phố Hồ Chí Minh, Việt Nam | Ai Cập      | 1–4   | Giao hữu | - Phùng Trọng Luân 38'                                                      | [ 75 ]   |
| 20 tháng 8 | Talavera, Tây Ban Nha           | Tây Ban Nha | 1–4   | Giao hữu | - Phùng Trọng Luân 40'                                                      | [ 76 ]   |
| 1 tháng 9  | Rosario, Argentina              | Argentina   | 1–3   | Giao hữu | - Ngô Ngọc Sơn 16'                                                          | [ 77 ]   |
| 4 tháng 9  | Rosario, Argentina              | Argentina   | 2–5   | Giao hữu | - Lê Quốc Nam 7' - Nguyễn Bảo Quân 18'                                      | [ 78 ]   |

### Đội tuyển bóng đá bãi biển quốc gia
Giải bóng đá bãi biển lục địa 2016
| Ngày                                                        | Địa điểm             | Đối thủ    | Tỷ số | Vòng đấu      | Cầu thủ ghi bàn                                                | Chi tiết |
| ----------------------------------------------------------- | -------------------- | ---------- | ----- | ------------- | -------------------------------------------------------------- | -------- |
| 23 tháng 8                                                  | Nội Mông, Trung Quốc | Trung Quốc | 5–2   | Tứ kết        | - Trần Vĩnh Phong - Trần Văn Hòa - Trần Văn Vũ - Trần Ngọc Bảo | [ 79 ]   |
| 24 tháng 8                                                  | Nội Mông, Trung Quốc | Oman       | 3–7   | Bán kết       |                                                                | [ 80 ]   |
| 25 tháng 8                                                  | Nội Mông, Trung Quốc | Nhật Bản   | 4–8   | Tranh hạng ba | - Trần Ngọc Bảo 3' - Lê Kim Tuấn 8'                            | [ 81 ]   |
| Việt Nam xếp thứ tư tại Giải bóng đá bãi biển lục địa 2016. |                      |            |       |               |                                                                |          |

Đại hội Thể thao Bãi biển châu Á 2016

## Nữ

### Đội tuyển nữ quốc gia
| Ngày                                                         | Địa điểm               | Đối thủ           | Tỷ số                | Vòng đấu               | Cầu thủ ghi bàn | Chi tiết |
| ------------------------------------------------------------ | ---------------------- | ----------------- | -------------------- | ---------------------- | --- | -------- |
| 21 tháng 1                                                   | Thâm Quyến, Trung Quốc | Hàn Quốc          | 0–5                  | Irena Cup              | | [ 82 ]   |
| 23 tháng 1                                                   | Thâm Quyến, Trung Quốc | Trung Quốc        | 0–8                  | Irena Cup              | | [ 83 ]   |
| 26 tháng 1                                                   | Thâm Quyến, Trung Quốc | México            | 0–1                  | Irena Cup              | | [ 84 ]   |
| Việt Nam xếp thứ tư ở Irena Cup                              |                        |                   |                      |                        | |          |
| 29 tháng 2                                                   | Osaka, Nhật Bản        | Trung Quốc        | 0–2                  | Vòng loại Olympic 2016 | | [ 85 ]   |
| 2 tháng 3                                                    | Osaka, Nhật Bản        | Úc                | 0–9                  | Vòng loại Olympic 2016 | | [ 86 ]   |
| 4 tháng 3                                                    | Osaka, Nhật Bản        | CHDCND Triều Tiên | 0–1                  | Vòng loại Olympic 2016 | | [ 87 ]   |
| 7 tháng 3                                                    | Osaka, Nhật Bản        | Nhật Bản          | 1–6                  | Vòng loại Olympic 2016 | Huỳnh Như 42' (ph.đ) | [ 88 ]   |
| 9 tháng 3                                                    | Osaka, Nhật Bản        | Hàn Quốc          | 0–4                  | Vòng loại Olympic 2016 | | [ 89 ]   |
| Việt Nam xếp cuối bảng và dừng chân ở Vòng loại Olympic 2016 |                        |                   |                      |                        | |          |
| 26 tháng 7                                                   | Mandalay, Myanmar      | Singapore         | 14–0                 | AFF 2016               | Nguyễn Thị Xuyến 4' · Nguyễn Thị Liễu 8', 80' · Nguyễn Thị Muôn 10', 45+1', 47', 53', 59', 61' · Nguyễn Thị Tuyết Dung 17', 50' · Nguyễn Thị Minh Nguyệt 25' · Vũ Thị Nhung 36' · Nur Izyani 36' (l.n.) · Phạm Hải Yến 67' | [ 90 ]   |
| 28 tháng 7                                                   | Mandalay, Myanmar      | Philippines       | 4–0                  | AFF 2016               | Nguyễn Thị Hòa 7' · Nguyễn Thị Tuyết Dung 30', 71' · Nguyễn Thị Minh Nguyệt 80' | [ 91 ]   |
| 30 tháng 7                                                   | Mandalay, Myanmar      | Thái Lan          | 2–0                  | AFF 2016               | Huỳnh Như 83' · Nguyễn Thị Nguyệt 90+5' | [ 92 ]   |
| 2 tháng 8                                                    | Mandalay, Myanmar      | Myanmar           | 3–3 (s.h.p.) 5–4 (p) | AFF 2016               | Huỳnh Như 15' · Nguyễn Thị Tuyết Dung 16' · Nguyễn Thị Minh Nguyệt 90+11' (p.) | [ 93 ]   |
| 4 tháng 8                                                    | Mandalay, Myanmar      | Thái Lan          | 1–1 (s.h.p.) 5–6 (p) | AFF 2016               | Nguyễn Thị Minh Nguyệt 85' | [ 94 ]   |
| Việt Nam về nhì Giải vô địch bóng đá nữ Đông Nam Á 2016      |                        |                   |                      |                        | |          |

### Đội tuyển U-19 nữ quốc gia
| Ngày                                                                           | Địa điểm         | Đối thủ | Tỷ số | Vòng đấu                   | Cầu thủ ghi bàn                                                               | Chi tiết |
| ------------------------------------------------------------------------------ | ---------------- | ------- | ----- | -------------------------- | ----------------------------------------------------------------------------- | -------- |
| 4 tháng 11                                                                     | Hà Nội, Việt Nam | Ấn Độ   | 4–0   | Vòng loại U-19 Nữ AFC 2017 | Nguyễn Thị Tuyết Ngân 36' (ph.đ), 44' · Nguyễn Thị Nụ 83' · Hà Thị Nhài 90+1' | [ 95 ]   |
| 6 tháng 11                                                                     | Hà Nội, Việt Nam | Iran    | 2–0   | Vòng loại U-19 Nữ AFC 2017 | Nguyễn Thị Nụ 52' · Nguyễn Thị Tuyết Ngân 90+2'                               | [ 96 ]   |
| Việt Nam xếp đầu bảng D và đoạt vé dự Giải vô địch bóng đá nữ U-19 châu Á 2017 |                  |         |       |                            |                                                                               |          |

### Đội tuyển U-16 nữ quốc gia
| Ngày                                                                                      | Địa điểm         | Đối thủ    | Tỷ số | Vòng đấu                   | Cầu thủ ghi bàn | Chi tiết |
| ----------------------------------------------------------------------------------------- | ---------------- | ---------- | ----- | -------------------------- | --- | -------- |
| 25 tháng 8                                                                                | Hà Nội, Việt Nam | Uzbekistan | 2–1   | Vòng loại U-16 Nữ AFC 2017 | Ngân Thị Vạn Sự 16', 45+3' | [ 97 ]   |
| 27 tháng 8                                                                                | Hà Nội, Việt Nam | Iraq       | 3–0   | Vòng loại U-16 Nữ AFC 2017 | Fatimah Qasim Fadhil 3' (l.n) · Ngân Thị Vạn Sự 26' · Trần Thị Mỹ Thương 72' | [ 98 ]   |
| 29 tháng 8                                                                                | Hà Nội, Việt Nam | Palestine  | 9–0   | Vòng loại U-16 Nữ AFC 2017 | Ngân Thị Vạn Sự 11' · Trần Thị Mỹ Thương 16' · Phan Thị Thu Thìn 19' · Lê Thị Kim Lảnh 22', 58' · Trần Thị Thu Xuân 28' · Nguyễn Thị Thanh Nhã 53', 83' · Nguyễn Thị Tú Anh 81' | [ 99 ]   |
| 1 tháng 9                                                                                 | Hà Nội, Việt Nam | Úc         | 0–6   | Vòng loại U-16 Nữ AFC 2017 | | [ 100 ]  |
| 3 tháng 9                                                                                 | Hà Nội, Việt Nam | Hồng Kông  | 5–0   | Vòng loại U-16 Nữ AFC 2017 | Trần Thị Hải Linh 35' · Nguyễn Thị Hằng 53' · Phan Thị Thu Thìn 66' · Ngân Thị Vạn Sự 72' · Trần Thị Thu Xuân 90+1'                                                             | [ 101 ]  |
| Việt Nam xếp nhì bảng D và dừng chân ở Vòng loại Giải vô địch bóng đá nữ U-16 châu Á 2017 |                  |            |       |                            | |          |